# Sárkeszi
Sárkeszi is een plaats (község) en gemeente in het Hongaarse comitaat Fejér. Sárkeszi telt 591 inwoners (2001).